# Сокольники (Сьредський повіт)
Сокольники (пол. Sokolniki, нім. Zuckelnick) — село в Польщі, у гміні Уданін Сьредського повіту Нижньосілезького воєводства.
Населення — 94 особи (2011).
У 1975-1998 роках село належало до Легницького воєводства.

## Демографія
Демографічна структура станом на 31 березня 2011 року:
|          | Загалом | Допрацездатний вік | Працездатний вік | Постпрацездатний вік |
| -------- | ------- | ------------------ | ---------------- | -------------------- |
| Чоловіки | 45      | 6                  | 34               | 5                    |
| Жінки    | 49      | 9                  | 28               | 12                   |
| Разом    | 94      | 15                 | 62               | 17                   |